# العلاقات الكورية الجنوبية الكوستاريكية
العلاقات الكورية الجنوبية الكوستاريكية هي العلاقات الثنائية التي تجمع بين كوريا الجنوبية وكوستاريكا.

## مقارنة بين البلدين
هذه مقارنة عامة ومرجعية للدولتين:
| وجه المقارنة                                              | كوريا الجنوبية                                                          | كوستاريكا                                 |
| --------------------------------------------------------- | ----------------------------------------------------------------------- | ----------------------------------------- |
| المساحة (كم2)                                             | 100.30 ألف                                                              | 51.10 ألف                                 |
| عدد السكان (نسمة)                                         | 51.47 مليون                                                             | 4.91 مليون                                |
| الكثافة السكانية (ن./كم²)                                 | 513.16                                                                  | 96.09                                     |
| العاصمة                                                   | سول                                                                     | سان خوسيه                                 |
| اللغة الرسمية                                             | اللغة الكورية                                                           | اللغة الإسبانية                           |
| العملة                                                    | وون كوري جنوبي                                                          | كولون كوستاريكي                           |
| الناتج المحلي الإجمالي (بليون دولار)                      | 1.53 تريليون                                                            | 57.06 مليار                               |
| الناتج المحلي الإجمالي (تعادل القوة الشرائية) بليون دولار | 1.75 تريليون                                                            | 74.98 مليار                               |
| الناتج المحلي الإجمالي الاسمي للفرد دولار أمريكي          | 27.22 ألف                                                               | 11.26 ألف                                 |
| الناتج المحلي الإجمالي للفرد دولار أمريكي                 |                                                                         | 14.92 ألف                                 |
| مؤشر التنمية البشرية                                      | 0.901                                                                   | 0.766                                     |
| رمز المكالمات الدولي                                      | +82                                                                     | +506                                      |
| رمز الإنترنت                                              | .kr                                                                     | .cr، قائمة نطاقات المستوى الأعلى للإنترنت |
| المنطقة الزمنية                                           | توقيت كوريا الجنوبية، ت ع م+09:00، آسيا/سيول ‏، ت ع م+08:00، ت ع م+08:30 | 00                                        |

## منظمات دولية مشتركة
يشترك البلدان في عضوية مجموعة من المنظمات الدولية، منها:
| علم المنظمة | اسم المنظمة                               | تاريخ انضمام كوريا الجنوبية | تاريخ انضمام كوستاريكا |
| ----------- | ----------------------------------------- | --------------------------- | ---------------------- |
|             | مؤسسة التمويل الدولية                     | 16 مارس 1964                | 20 يوليو 1956          |
|             | منظمة حظر الأسلحة الكيميائية              | ?                           | ?                      |
|             | يونسكو                                    | 14 يونيو 1950               | 19 مايو 1950           |
|             | الأمم المتحدة                             | 17 سبتمبر 1991              | 2 نوفمبر 1945          |
|             | منظمة الشرطة الجنائية الدولية             | ?                           | ?                      |
|             | البنك الدولي للإنشاء والتعمير             | 26 أغسطس 1955               | 8 يناير 1946           |
|             | الاتحاد البريدي العالمي                   | ?                           | ?                      |
|             | مؤسسة التنمية الدولية                     | 18 مايو 1961                | 30 يونيو 1961          |
|             | منظمة التجارة العالمية                    | ?                           | ?                      |
|             | الفريق المعني برصد الأرض                  | ?                           | ?                      |
|             | المركز الدولي لتسوية المنازعات الاستشارية | 23 مارس 1967                | 27 مايو 1993           |
|             | وكالة ضمان الاستثمار متعدد الأطراف        | 12 أبريل 1988               | 8 فبراير 1994          |

## وصلات خارجية
- موقع وزارة الخارجية الكورية الجنوبية
- موقع وزارة الخارجية الكوستاريكية